# Crimson Jazz Trio
Crimson Jazz Trio – brytyjsko-amerykański zespół jazz rockowy, powstały w 2005 roku w Woodland Hills (hrabstwo Los Angeles) w składzie: Jody Nardone – fortepian, Tim Landers – gitara basowa i Ian Wallace – perkusja. Celem zespołu było interpretowanie utworów King Crimson na sposób jazzowy.

## Historia
Inicjatorem stworzenia Crimson Jazz Trio był perkusista Ian Wallace, były członek zespołu King Crimson. Na pomysł ten wpadł on podczas trasy koncertowej z 21st Century Schizoid Band. Na początku 2004 roku, mieszkając w Nashville, poznał pianistę Jody’ego Nardone’a na koncercie z wokalistką jazzową Annie Sellick. Po występie odkrył, że Nardone jest miłośnikiem King Crimson. Wspólnie przedyskutowali pomysł Wallace’a, po czym spotkali się, by popracować nad aranżacjami. Nardone był pracownikiem Currey Ingram Academy w Tennessee, a wcześniej członkiem kwartetu Roda McGahy. Jeszcze w tym samym roku Wallace przeniósł się do Los Angeles, by pracować nad musicalem The Ten Commandments. Basistą w tym spektaklu był Tim Landers, również zagorzały miłośnik King Crimson. Pisał on również utwory dla telewizji, filmu i innych projektów nagraniowych, był też członkiem założycielem zespołu Vital Information. Wallace przedyskutował swój pomysł z Landersem, który zgodził się wziąć udział w jego projekcie. Landers miał własne studio, Mudzone, w Woodland Hills. Gdy maju 2005 roku do przebywających w studiu Wallace’a i Landersa dołączył Nardone, powstał zespół Crimson Jazz Trio. Rezultatem wspólnych wysiłków muzyków był album The King Crimson Songbook: Volume 1, wydany 27 września tego samego roku nakładem wytwórni Voiceprint. Zawierał on jazzowe remiksy takich klasycznych utworów King Crimson jak „21st Century Schizoid Man” „Red” i „Three Of A Perfect Pair”. Album pozytywnie ocenił Robert Fripp: „CJ3 z szacunkiem i nieodpowiedzialnością wzięli osiem klasyków Crimson”. W czerwcu 2006 roku zespół nagrał The King Crimson Songbook Volume 2. W nagraniach kilku utworów („Frame by Frame” i „Formentera Lady”) gościnnie uczestniczył Mel Collins, były członek King Crimson. W lutym 2007 roku zmarł Wallace i zespół zaprzestał działalności. Album wydany został w 2009 roku nakładem wytwórni Inner Knot.

## Dyskografia
- King Crimson Songbook Volume One (2005)
- King Crimson Songbook Volume Two with Mel Collins (2009)